# حلقه (حرکت‌گذاری)
حلقه یک نوع حرکت‌گذاری است که ممکن‌است در بالا یا پایین حروف قراربگیرد، بعضی از حروف الفبای لاتین با این نشانه آمیخته شده‌اند و در بعضی الفباها وجود دارند.
ůå
ŮÅ

## حلقه در بالای حرف
- در زبان‌های دانمارکی، نروژی، سوئدی و والون، Å حرفی متمایز از حروف الفباست که آمیزه‌ای‌است از A با حلقه‌ای بر فرازش.
- Ů، ů نویسه‌واره‌ای است در زبان چکی. این حرف در زبان یادشده هم‌آوا با ú است که صدای اوی کشیده را می‌رساند.
- У̊ / у̊ در الفبای سیریلیک لیتوانیایی نشان‌دهندهٔ آوای آمیختهٔ /wɔ/ است.
- در لهجه بولونیایی (زیرمجموعهٔ زبان امیلیانو-رومانیولو) å نشان‌دهندهٔ آوای /ɑ/ در مقابل با a است که صدای /a/ می‌دهد.
- e̊ در گویش‌شناسی زبان والون نشان‌دهندهٔ صدای /ə/ است.

### حلقه در پایین حرف
در الفبای آوانگاری بین‌المللی نشان‌دهندهٔ بی‌واکی است.